# Opération Husky
Notes
Ouverture du front sud et tête de pont alliée en Europe continentale
Seconde Guerre mondiale,
Campagne d'Italie
Batailles
1940
- Vado
- Siège de Malte
- Club Run
- Convoi Espero
- Mers el-Kébir
- Punta Stilo
- Cap Spada
- Hurry
- Cap Passero
- MB.8
- Tarente
- Détroit d'Otrante
- White
- Cap Teulada

1941
- Excess
- Convoi AN 14
- Grog
- Abstention
- Baie de La Sude
- Cap Matapan
- Îles Kerkennah
- Crète
- Galite
- Substance
- Halberd
- Convoi Duisburg
- Cap Bon
- Syrte (1941)
- Rade d'Alexandrie

1942
- Syrte (1942)
- Calendar
- Bowery
- Albumen
- Harpoon
- Vigorous
- Pedestal
- Agreement
- Torch
- Stoneage
- Sabordage de la flotte française à Toulon
- Portcullis
- Banc de Skerki
- Olterra (navire auxiliaire)
- Raid sur Alger

1943
- Zouara
- Convoi de Cigno
- Convoi de Campobasso
- Corkscrew
- Husky
- Gela
- Scylla
- Pietracorbara
- Dodécanèse
  - Rhodes
  - Leros
  - Kos
- Convoi KMF-25A

1944
- Ist
- Raid sur Santorin
- Raid sur Symi
- Port-Cros
- La Ciotat
- Île de Pag

1945
Mer Ligure
- Convois alliés
  - convois de Malte
- Campagne des U-boote
- Campagne adriatique

Invasion de la Sicile
- Lampedusa
- Corkscrew
- Mincemeat
- Barclay
- Animals
- Chestnut
- Narcissus
- Fustian
- Ladbroke
- Gela
- Troina
- Centuripe

Invasion de l'Italie
- Baytown
- Avalanche
- Rome
- Slapstick
- Armistice de Cassibile
- Achse
- Naples
- Bombardement du Vatican
- Ligne Volturno
- Libération de la Corse
- Ligne Barbara
- Bombardement de Bari

Ligne Gustave
- Ligne Bernhardt
- Raincoat
- San Pietro Infine
- Rivière Moro
- Ortona
- Rivière Rapido
- Monte Cassino
- Shingle
- Cisterna
- Diadem
- Strangle
- Ligne Trasimene
- Libération de Rome
- Ancône
- Brassard

Ligne gothique
- Rimini
- Saint-Marin
- Gemmano
- Montecieco
- Monte Castello
- Garfagnana

Offensive du printemps 1945
- Tombola
- Bowler
- Roast
- Bologne
- Argenta Gap
- Herring
- Collecchio

Guerre civile italienne
L’opération Husky ou débarquement en Sicile des troupes alliées (britanniques, américaines, françaises et canadiennes) en juillet 1943 est un épisode important de la Seconde Guerre mondiale, marquant l'ouverture d'un second front en Europe, réclamée depuis un certain temps par Staline à ses alliés occidentaux.
Le débarquement (le 10 juillet) est suivi de la conquête de la Sicile jusqu'au 16 août (prise de Messine), période durant laquelle un événement inattendu survient en Italie : la chute de Mussolini (le 24 juillet) et la mise en place du gouvernement du maréchal Badoglio, qui entre très vite en contact avec les Alliés.

## Contexte

### La conquête de l'Afrique du Nord par les Alliés
La victoire britannique en novembre 1942 d’El Alamein des troupes du général Bernard Montgomery contre l’Afrikakorps du maréchal Erwin Rommel suivie du débarquement anglo-américain en Afrique du Nord durant l'opération Torch le 8 novembre 1942 représente le premier enrayement de la machine de guerre allemande, qui subit aussi un échec désastreux à Stalingrad en janvier 1943.
Le 13 mai 1943, la campagne de Tunisie est terminée : les Alliés sont maîtres de l’Afrique du Nord.

### Le projet de débarquement en Sicile
Leur premier objectif est à présent la Sicile.
Ce choix se justifie principalement par deux arguments, outre la proximité par rapport à la Tunisie :
- la réussite de l’opération donnerait le contrôle stratégique aux Alliés de la voie maritime est-ouest en Méditerranée ;
- prendre pied en Sicile menacerait directement les forces de l'Axe et les obligerait à détourner une partie non négligeable de leurs forces vers le front italien au détriment du front de l’Est : la conséquence, simple à entrevoir, est que l’Armée rouge pourrait disposer de plus d’amplitude pour tenter de desserrer l’étau allemand.

## Préparatifs

### La conférence de Casablanca (14-24 janvier 1943)
À la conférence de Casablanca (23 janvier 1943), les Britanniques se montrent partisans d'une prolongation du combat en Méditerranée : la Sicile devait être conquise pour servir de tremplin à une invasion de l'Italie, afin de détourner les réserves allemandes des côtes atlantiques dans la perspective d'un futur débarquement et mettre à portée des forces de bombardement les champs pétrolifères de Roumanie et les zones industrielles allemandes du sud. Au contraire, les Américains voulaient se concentrer sur le futur débarquement sur les côtes de la Manche, tout en restant mobilisés contre le Japon.
Les Américains acceptent finalement la proposition britannique car ils craignent une défection de la Russie s'il n'y avait pas de débarquement en Europe occidentale au cours de l'année 1943. Il fut aussi décidé que l'on exigerait de l'Italie une reddition sans conditions.
Mais il n'y eut pas de plans établis pour la conquête. Les opérations en Sicile furent donc des opérations par défaut.[pas clair]

### Les risques de l'opération
La Sicile est un terrain difficile pour un assaillant : après l'étroite plaine côtière, le défenseur peut s'appuyer sur les collines et montagnes, traversées par des routes étroites, sinueuses, en mauvais état et en forte pente. Les nœuds routiers étaient dominés par des villages sur les hauteurs, propices aux embuscades. La roche friable était un véritable terrain de jeu pour les sapeurs allemands et italiens. Même dans la large plaine de Catane, la progression des blindés pouvait être ralentie par les canaux d'irrigation. Les Alliés bénéficiaient heureusement d'une maîtrise aéronavale totale : l'escadre italienne de Gênes et la Regia Aeronautica étaient trop mal en point, les flottilles côtières allemandes et la Luftflotte 2 ne valaient guère mieux. La Regia Aeronautica produisit cependant au cours de l'année 1942 quelques nouveaux appareils de qualité mais en nombre trop faible pour renverser l'équilibre : tel était le cas du bombardier-torpilleur Savoia-Marchetti SM.84 (variante du SM79), des chasseurs équipés de moteurs allemands Macchi C-202 « Folgore » et Reggiane RE-2001 « Falco », de l'hydravion Fiat RS-14 et du premier bombardier lourd italien Piaggio P-108 B.

### Le premier «plan Husky»
Il prévoyait un débarquement américain à Palerme et des Anglo-canadiens autour de Catane. Montgomery protesta : il craignait en effet une résistance aussi forte qu'en Afrique du nord et préférait une attaque concentrée au sud-est, qui parviendrait à neutraliser rapidement les aéroports siciliens situés principalement dans cette région. Le plan fut finalement établi ainsi : la VIIIe armée britannique débarquerait au nord et à l'ouest du cap Passero, la VIIe armée américaine du général Patton plus à l'ouest dans le golfe de Gela, jusqu'au petit port de Licata. La VIIIe armée devait se diriger vers Messine en suivant la côte, la VIIe armée devait traverser l'île jusqu'à Palerme.

### L'opérationMincemeat(mai 1943)
L'opération Mincemeat est une opération d'intoxication : le 9 mai 1943, le corps d'un faux officier anglais, porteur de fausses lettres indiquant la Grèce comme objectif du prochain débarquement, est découvert sur les côtes sud de l'Espagne. On y décrit une invasion prioritaire de la Sardaigne afin d'ouvrir la route de Gênes, une invasion conjointe de la Grèce et une opération de diversion sur la Sicile.
Cette information est transmise par la police espagnole aux services d'espionnage allemands qui mordent à l'appât. Ils déplacent des unités blindées et navales vers la Grèce.

## Les forces en présence
La VIe armée italienne du général Guzzoni, vétéran de l'Albanie rappelé de sa retraite pour défendre la Sicile, et dont le quartier-général était à Enna, était composée de troupes mal équipées (les divisions blindées italiennes étaient composées de chars R35 français de récupération et de CV3 italiens) et peu entraînées : six divisions et deux brigades côtières (dont la 206e division côtière autour du cap Passero, futures plages britanniques de débarquement, et la 18e brigade côtière plus à l'ouest, sur les futures plages américaines), et quatre divisions de campagne. On trouvait à l'ouest le 12e Corps avec les divisions de campagne « Aoste » et « Assietta » et à l'est le 16e Corps avec les divisions de campagne « Livorno » (entre Caltagirone et Caltanissetta, la seule de véritable valeur) et « Napoli » (à Vizzini, à l'ouest de Syracuse). Les forces allemandes comprennent deux divisions blindées reconstituées après la campagne d'Afrique du nord : la 15e Panzergrenadier et la « division Hermann Göring ». L'objectif de l'Axe était de faire amortir le choc initial par les médiocres troupes côtières puis de faire intervenir les formations mobiles pour rejeter les Alliés à la mer. La répartition des forces blindées allemandes fit l'objet d'un débat entre Guzzoni et Kesselring. Ce dernier craignait non seulement une opération au sud-est mais aussi un assaut contre Palerme. Finalement, ces troupes furent dispersées en quatre groupes : le gros de la 15e Panzergrenadier au sud-ouest de Palerme, un détachement de la 15e [groupe Neapel] à Caltanissetta dans la zone centrale, les deux tiers de la division Hermann Göring à Caltigirone au sud-est, et un détachement de chaque division près de Catane [groupe Schmalz].

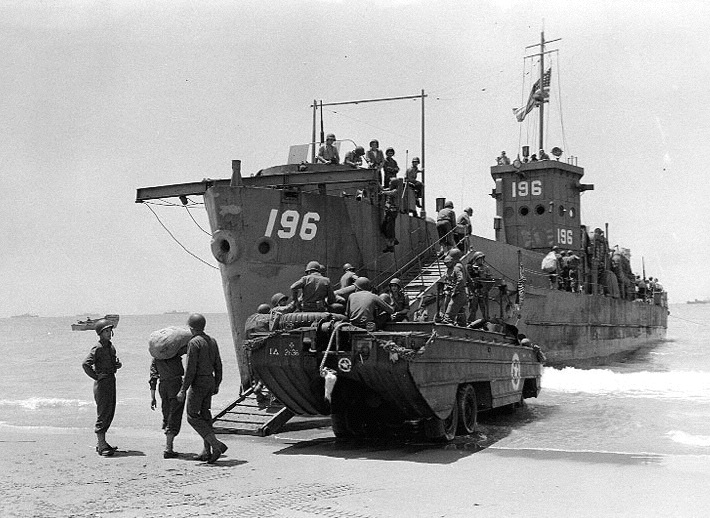
Transfert entre un DUKW et la barge de débarquement USS LCI(L)-196, sur une plage près de Scoglitti, juillet 1943

Le principal objectif du XVe Groupe d'armées du général Alexander était la prise de Messine, pour empêcher l'arrivée de renforts ou l'évacuation des troupes par le détroit, ainsi que les autres grands ports de Catane, Palerme et Syracuse. Cependant, tous ces ports n'étaient pas couverts par le parapluie aérien des bases de Malte, Gozo et d'Afrique du nord. Les expériences de Dieppe et d'Oran (au cours de l'opération Torch) démontraient l'extrême difficulté à attaquer un port de front, bien défendu par les mines sous-marines, l'artillerie lourde côtière, les ouvrages anti-chars et de solides fortifications : il valait mieux débarquer sur les plages, s'en dégager le plus vite possible et prendre le port à revers afin de disposer d'une base de ravitaillement convenable. C'est au cours du débarquement de Sicile que fut cependant expérimenté le transit massif de matériel par les plages grâce au DUKW, une sorte de camion amphibie. Les troupes bénéficièrent du soutien de l'artillerie navale des cuirassés britanniques HMS Nelson, HMS Rodney, HMS Warspite et HMS Valiant.
Du point de vue du commandement, le débarquement en Sicile était considéré comme une opération hasardeuse et risquée en raison de deux paramètres majeurs :
- Le comportement de la mer combiné au fait que de multiples plages se trouvaient inaccessibles en raison des nombreux hauts-fonds qui rendaient tout débarquement amphibie très complexe.
- Les défenses de l’Axe profitaient intelligemment du relief montagneux et très accidenté : entrer à l’intérieur des terres s’annonçait donc plutôt périlleux.

De ce fait, les Alliés s'attendent à rencontrer une forte résistance. En effet, l'île est défendue par la VIe Armée italienne du général Alfredo Guzzoni, qui compte plus de 200 000 hommes, et par deux divisions allemandes motorisées, les 15e et 90e Panzerdivisions de grenadiers commandées par le général Hans Hube.
Le plan allié, sous le commandement du général d’armée Harold Alexander se décompose en trois principaux mouvements :
- Débarquement amphibie de la VIIe armée US au Sud-Sud-Ouest de l'île : Licata, Gela et Scoglitti.
- Opérations aéroportées de la 82e US Airborne et de la 1re Division aéroportée britannique (attaque par planeurs Waco et Horsa).
- Débarquement de la VIIIe armée britannique au sud de Lentini.

Pour permettre d'appuyer les deux forces de débarquement, deux groupes navals sont mis sur pied :
- La Eastern Naval Task Force britannique comprenant 795 bâtiments et 715 embarcations de débarquement.
- La Western Naval Task Force américaine comprenant 580 bâtiments et 1 124 embarcations de débarquement.

Au total, les troupes impliquées par le débarquement de Sicile (160 000 hommes) seront supérieures en nombre à celles du premier jour du débarquement de Normandie en 1944 (150 000 hommes).

## Déroulement de l'opération
La logistique du débarquement allié en Sicile est d'une complexité inouïe : les troupes américaines ont leurs bases de départ en Afrique du Nord et même aux États-Unis, les troupes britanniques, en Tunisie et en Égypte, et la 1re Division canadienne, au Royaume-Uni.

### L'assaut aérien

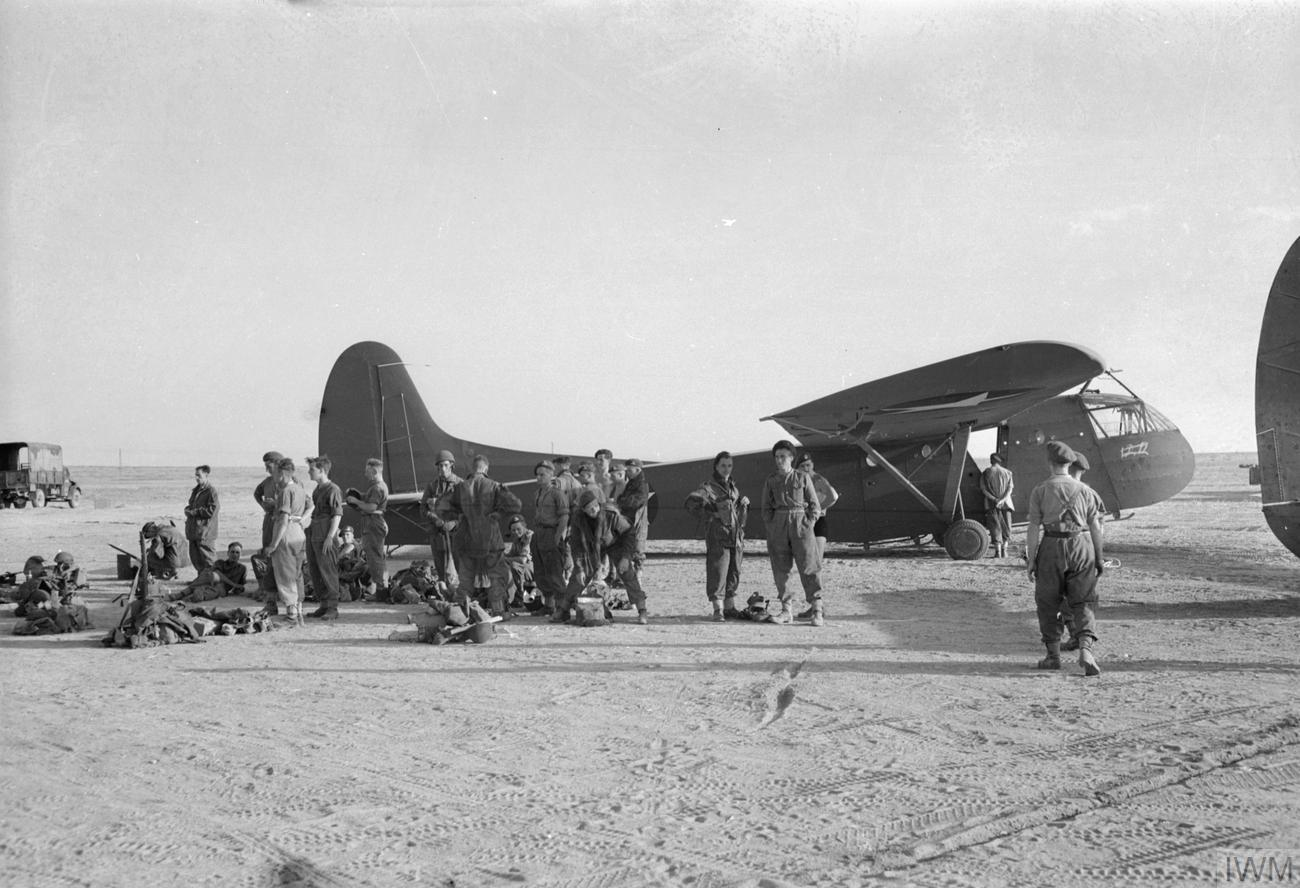
Des troupes britanniques aéroportées attendent de monter dans un planeur WACO CG4A avant l'assaut

Deux assauts américains (à partir de la base aérienne de Kairouan en Tunisie) et deux assauts britanniques par troupes aéroportées ont été menés juste après minuit dans la nuit du 9 au 10 juillet, dans le cadre de l'invasion. Les parachutistes américains se composaient en grande partie du 505th Parachute Infantry Regiment du colonel James M. Gavin puis du 504th Parachute Infantry Regiment, ainsi que du 456th Parachute Field Artillery Battalion, Compagnie 'B' du 307th Airborne Engineer Battalion et autres unités de soutien de la 82nd Airborne Division US, faisant leur premier largage de combat. Les débarquements britanniques ont été précédés par les pathfinders de la 21st Independent Parachute Company, qui devaient marquer les zones d'atterrissage pour les troupes qui avaient l'intention de s'emparer du Ponte Grande, le pont sur la rivière Anape juste au sud de Syracuse, et le garder jusqu'à ce que la 5e division d'infanterie britannique arrive des plages de Cassibile, quelque 7 km au sud. Les planeurs d'infanterie de la 1re division aéroportée britannique de la 1st Airlanding Brigade, commandée par le brigadier Philip Hugh Whitby Hicks, devaient s'emparer des zones d'atterrissage à l'intérieur des terres. Des vents forts allant jusqu'à 45 km/h ont soufflé - poussant les avions hors de leur but et la force américaine fut largement dispersée sur le sud-est de la Sicile entre Gela et Syracuse. Le 14 juillet, environ les deux tiers du 505th avaient réussi à se concentrer et la moitié des parachutistes américains n'avaient pas atteint leurs points de ralliement
La météo exécrable perturbe en premier lieu les troupes aéroportées : le vent, combiné à la DCA ennemie, provoque de grosses difficultés de navigation pour les avions de transport et de remorquage qui peinent à atteindre leurs cibles.
Les 3 400 parachutistes de la 82e airborne se retrouvent dispersés en petits groupes, autour d’une zone de 80 kilomètres de diamètre.
Même constat d'échec pour les planeurs britanniques dont 70 (sur les 144 Waco et 6 Horsa) de départ s'écrasent, balayés par le vent ou touchés par la DCA (47 d’entre eux échouent en mer et plus de 200 hommes se noient), avec seulement 12 planeurs atterrissant effectivement sur leur cible. Parmi ceux qui ont amerri se trouvait le général de division George F. Hopkinson, commandant de la 1re division aéroportée britannique, qui, après plusieurs heures passées à agripper une épave, a finalement été secouru par le navire de débarquement HMS Keren. Les troupes aéroportées dispersées attaquent les patrouilles et créent la confusion partout où cela est possible. Un peloton du 2e bataillon du South Staffordshire Regiment, commandé par le lieutenant Louis Withers, membre de la 1re brigade d'atterrissage britannique, a atterri sur la cible, capturé le Ponte Grande et repoussé les contre-attaques. Des parachutistes supplémentaires se sont ralliés au bruit des tirs et à 8 h 30, 89 hommes tenaient le pont. À 11h30, un bataillon du 75e régiment d'infanterie italien (colonel Francesco Ronco) de la 54e division d'infanterie Napoli est arrivé avec de l'artillerie. La force britannique a tenu jusqu'à environ 15h30, quand, à court de munitions et désormais réduite à 18 hommes, elle a été forcée de se rendre, 45 minutes avant que les principaux éléments de la 5e division britannique n'arrivent du sud.
Malgré ces mésaventures, le débarquement généralisé des troupes aéroportées, tant américaines que britanniques, a eu un effet positif car de petites unités isolées, agissant à leur initiative, ont attaqué des points vitaux et ont créé la confusion : les informations sur la présence et les mouvements des troupes alliées semblent contradictoires et complexes à décrypter par les Italiens. Les hommes du colonel James Gavin réussissent, dans l’ensemble, à se rendre maîtres des points vitaux identifiés par le haut commandement.

### Les débarquements

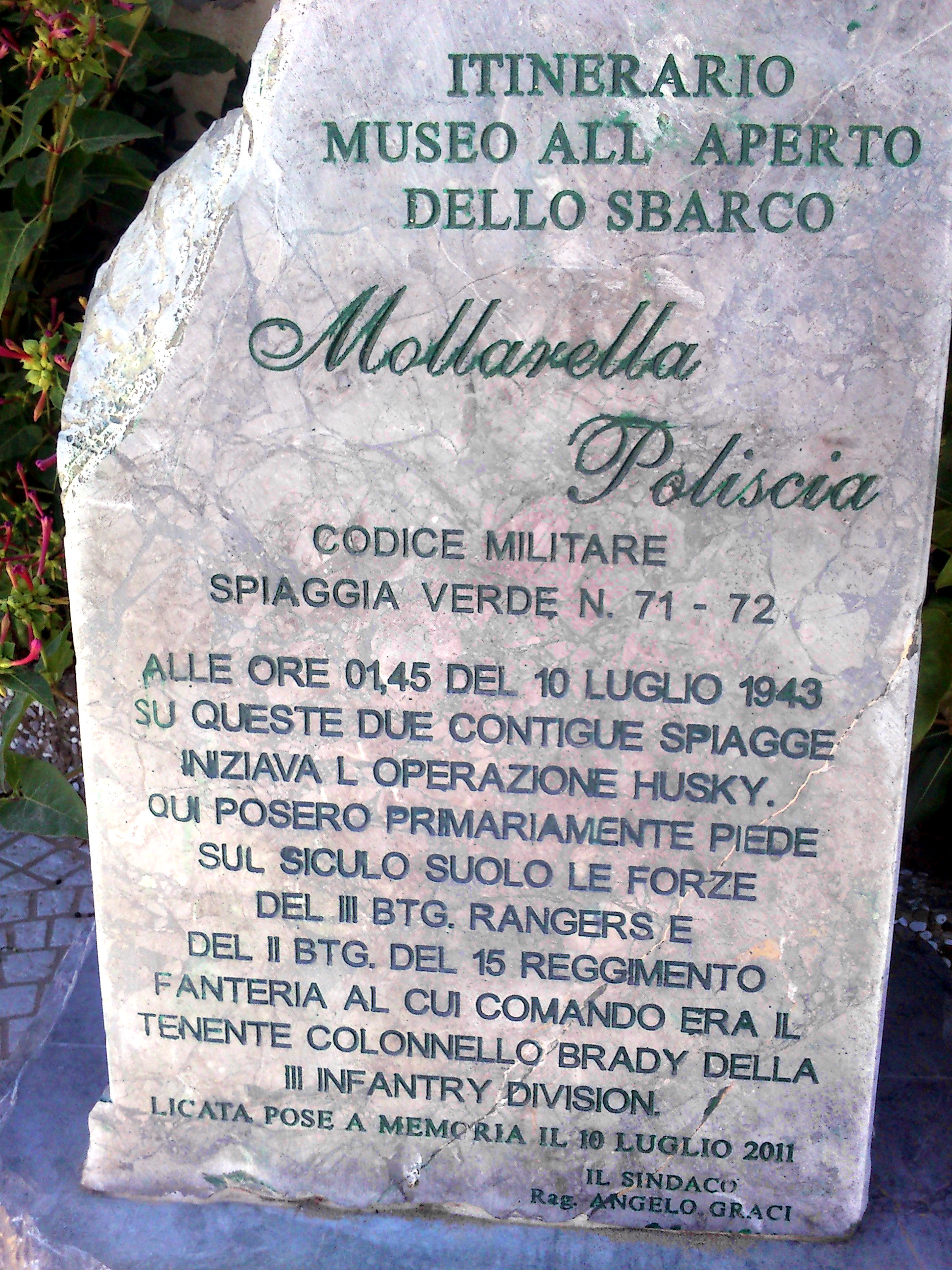

Les Alliés ont réuni des forces et des moyens considérables : 160 000 hommes, une couverture aérienne de 4 000 avions, 3 200 navires, des barges de débarquement d'un type nouveau qui permettent d'amener hommes et matériel directement sur les plages de Licata, Mollarella et Poliscia - ce qui présente l'avantage de ne pas avoir à s'emparer initialement de ports toujours puissamment défendus.
Les hommes qui débarquent le premier jour sont pour moitié américains, sous le commandement du général Patton, pour l'autre moitié, britanniques et canadiens, sous le commandement du général Montgomery. L'opération est dirigée par le général britannique Alexander, adjoint d'Eisenhower. Les forces canadiennes, composées de la 1re Division d'infanterie canadienne et de la 1re Brigade blindée canadienne, ainsi que des forces américaines (le deuxième corps d'armée américain dirigé par le général Omar Bradley) sont rattachées à la 8e Armée britannique. Elles sont commandées par le général Montgomery.

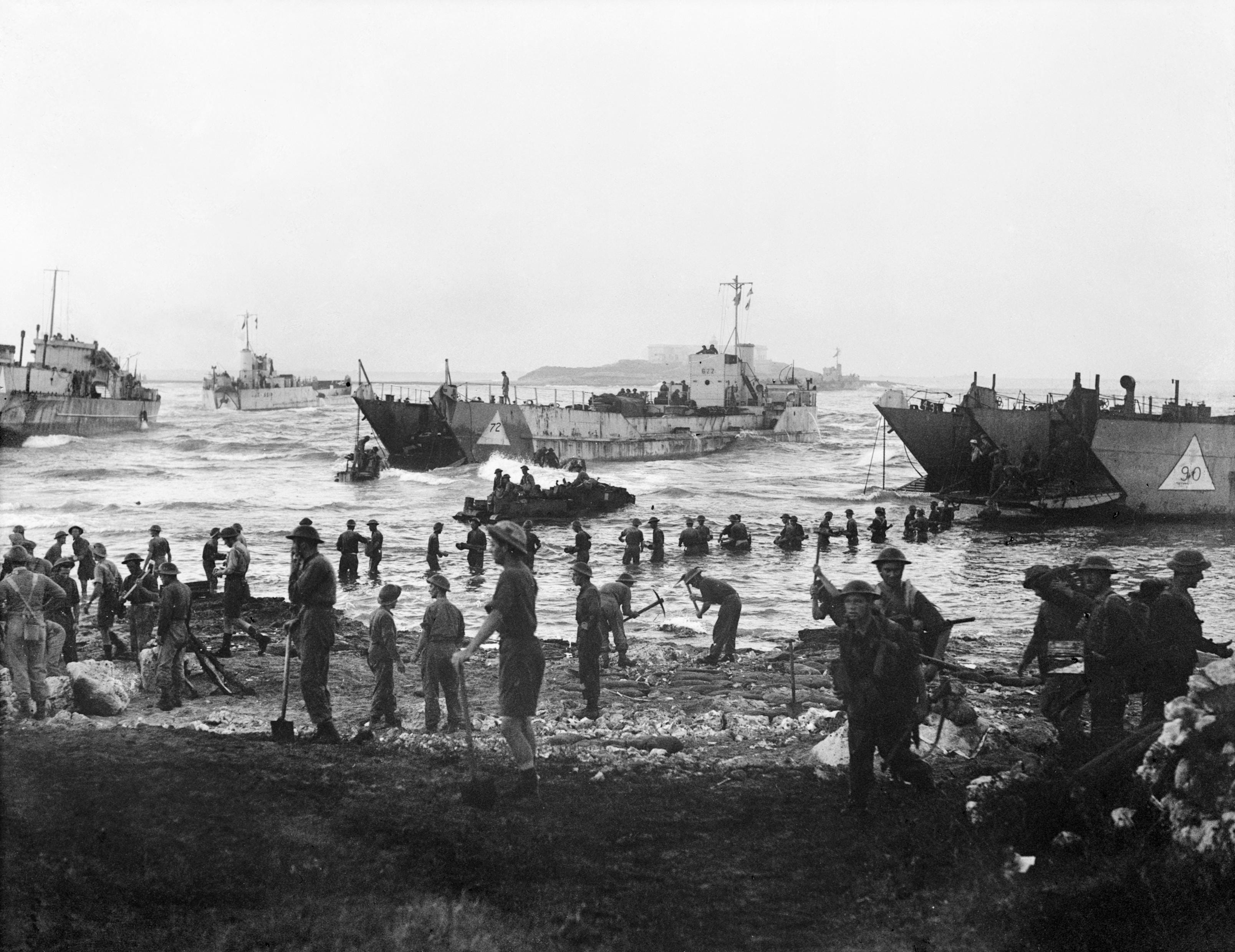
Soldats britanniques lors du débarquement en Sicile, 10 juillet 1943

Le 10 juillet : retardée d'une heure par une tempête, qui renforce l'effet de surprise, la flotte alliée commandée de Malte par l'amiral Cunningham débarque les troupes aux endroits prévus. Le 30e Corps (général Leese) de la VIIIe armée débarque des deux côtés de la péninsule de Pachino et la 51e division des Highlanders prend la ville du même nom. La 1re division canadienne s'empare de l'aéroport avec le soutien des 40e et 41e Royal Marines Commandos. La 231e Brigade (originaire de Malte, où elle avait vécu tout le siège) effectua la jonction avec le 13e Corps (général Dempsey). Ce dernier avait débarqué sur les plages du golfe de Noto : il s'empara de Noto et Avola malgré l'artillerie ennemie grâce à la 50e division et de Cassibile grâce à l'assaut combiné du commando no 3 et de la 5e division. Les troupes anglaises occupèrent les hauteurs qui dominent la route côtière et la voie ferrée en direction de Syracuse. La 5e division fit jonction avec les parachutistes qui avaient atterri en planeurs la nuit précédente et avaient défendu le viaduc de Ponte Grande, puis atteignit Syracuse à la tombée de la nuit.
Du côté américain, une autre opération aéroportée consista à parachuter le 505e régiment (colonel Gavin) de la 82e airborne (général Ridgway) sur les hauteurs des plages de Gela (croisement routier de Piano Lupo, aérodrome de Ponte Olivo, pont sur le Dirillo). Mais ce fut un échec : l'inexpérience des pilotes en ce qui concerne le largage de nuit, le brouillard, les incendies allumés par les raids aériens précédents, le bombardement de la flotte alliée qui prit les transports pour des Allemands dispersèrent les sticks dans tout le sud-est de la Sicile. Seul le 2e bataillon atterrit à peu près au complet à 40 km de son objectif : il s'employa à museler les défenses côtières près de Santa Croce Camerina. Le pont Dirillo fut enlevé par une partie du 3e bataillon. 200 hommes tenaient les hauteurs de Piano Lupo. Le reste des paras essaya d'apporter le plus de confusion possible chez l'ennemi.

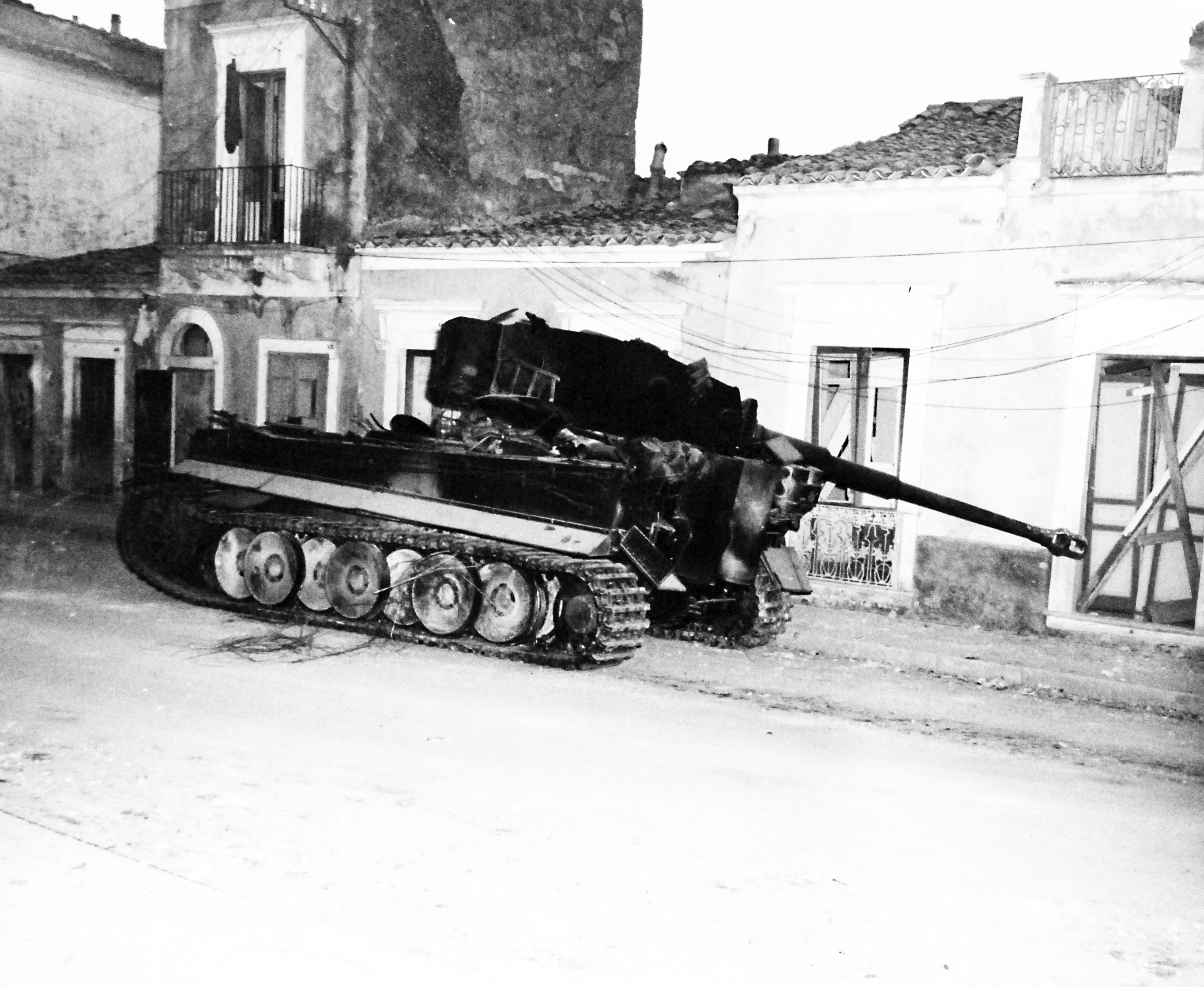
Char Tigre allemand détruit à Biscari le 14 juillet 1943

Les Américains de Patton débarquent sur la côte sud-ouest de la Sicile, les Britanniques sur la côte sud-est, près de Syracuse. Les Canadiens, au centre du dispositif, débarquent dans la presqu'île de Pachino sur huit kilomètres de plage avec pour mission de s'emparer de l'aérodrome voisin ; la 45e division américaine du général Troy Middleton débarquée à Scoglitti, entre le fleuve Dirillo et le secteur de la VIIIe armée, a pour consigne de prendre les deux aérodromes de Comiso (ce qui est fait le jour même) et de Biscari (pris 3 jours plus tard) puis de rallier les Canadiens vers Raguse. Au centre, la 1re division (Allan) devait attaquer le port de Gela et ses plages orientales, relever les paras à Piano Lupo, prendre les aérodromes de Gela-Farello et Ponte Olivo, occuper Niscemi. À gauche, la 3e division (Truscott) renforcée par un Combat command de la 2e DB, ne faisait pas partie du 2e Corps (Bradley), contrairement aux deux autres divisions, et devait occuper Licata, son petit port et son aérodrome pour protéger le flanc de l'attaque. À terme, les Américains devaient rejoindre une ligne jaune Grammichele-Palma di Montechiaro par Caltagirone, Mazzarino et Campobello. Au départ, tout se déroula comme prévu, malgré la présence de bunkers, de nids de mitrailleuses et d'une batterie de défense côtière, ils ne rencontrent tout d'abord que peu de résistance. Les soldats italiens s'enfuient à leur approche ou sont faits prisonniers. La 3e DIUS prit Licarna avec le soutien actif de la flotte, la 1re DIUS s'empara de Gela grâce à la Force X (mélange de rangers et sapeurs d'assaut commandé par le colonel Darby : elle ne put cependant éviter le sabotage de la jetée) et établit le contact avec les paras de Piano Lupo, la 45e division, dirigée par le général Middleton, rejoignit le pont Dirillo. Mais dans le cours de la journée cela se gâta du côté du Gela : une contre-attaque italienne dès 9 heures (groupe mobile E depuis Niscemi et bataillon de la Division Livorno au nord-ouest de la ville) fut repoussée avec l'aide de la flotte par les Rangers et les Paras de Piano Lupo. L'après-midi, la division Hermann Göring (général Conrath), quoique retardée par le harcèlement des paras de Gavin, prit le relais en deux colonnes parties de Niscemi et Buscari. Si un bataillon fut délogé et dut être remplacé, l'assaut échoua car les panzers manœuvraient mal sur les oliveraies en terrasse. Mais la 1re division se trouvait dépourvue de chars à cause du mauvais état des plages et des bombardements ennemis. Du côté de la 3e division, Truscott put au contraire vite débarquer ses chars. Du côté de la 45e division, on occupait une bande de terre de 12 km de profondeur avec Vittoria et Santa Croce Camerina.
Une très bonne surprise pour les alliés fut la relative faiblesse de la Luftwaffe malgré la disponibilité de 800 appareils et pilotes expérimentés. Cependant, malgré une supériorité aérienne, les appareils alliés sont difficilement intervenus sur les plages alliées. Le commandement maritime allié ne souhaitait pas, durant les premiers jours, faire décoller les avions des porte-avions alliés. Ces derniers étaient destinés à couler la flotte italienne en Italie si cette dernière sortait de ses ports. De ce fait, les avions alliés qui assuraient la sécurité aérienne décollaient de Malte voire de Tunisie et à la limite de leur rayon d'action. Par conséquent, plusieurs attaques aériennes allemandes se sont déroulées sur les plages et la flotte américaines (le destroyer américain USS Maddox est coulé le 10 juillet à 5 heures). Toutefois, les attaques allemandes n'ont pas empêché l'avancée alliée.

### Progression des Alliés dans l'île

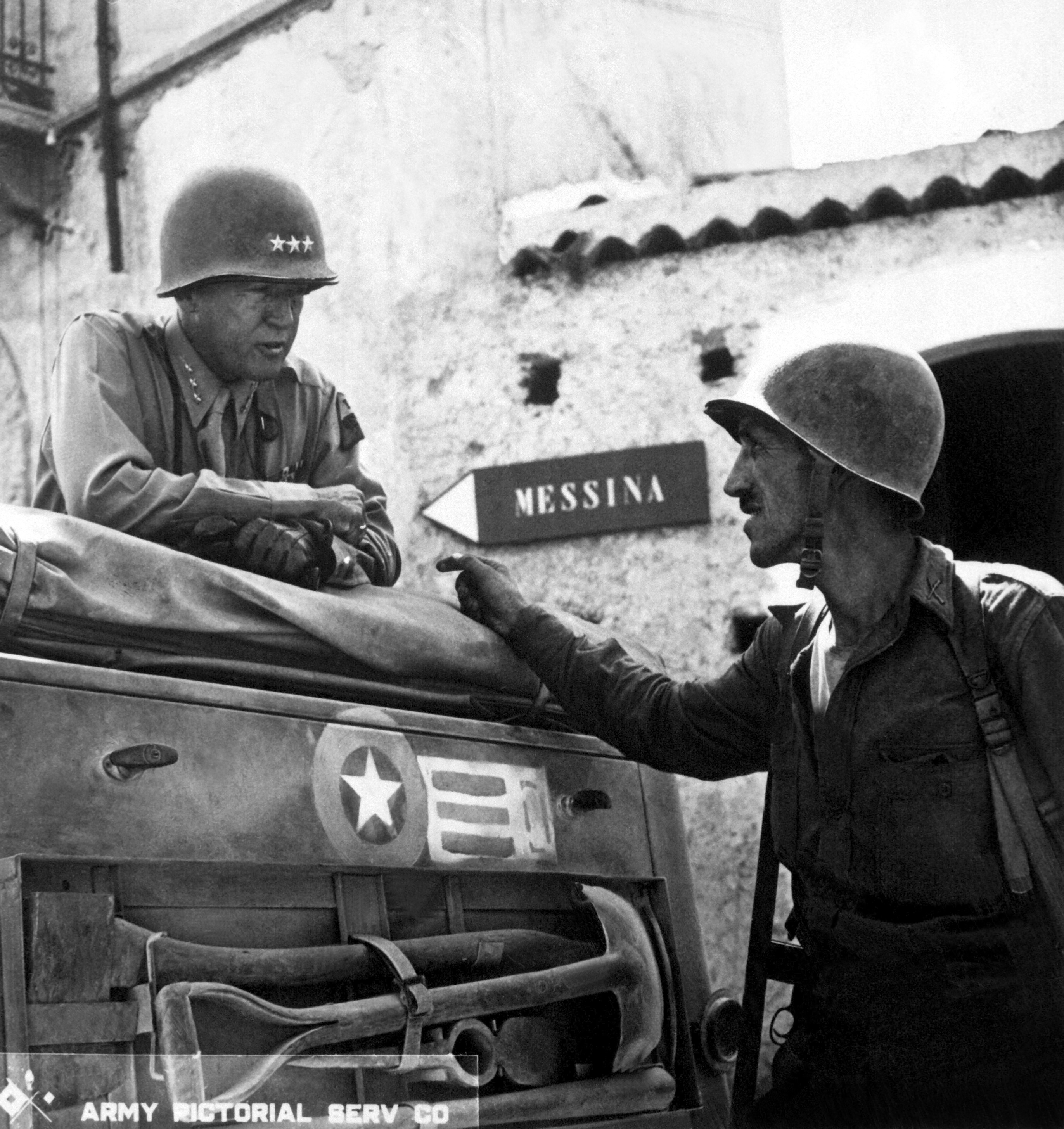
Le général Patton en discussion avec le Lt-colonel Bernard près de Brolo

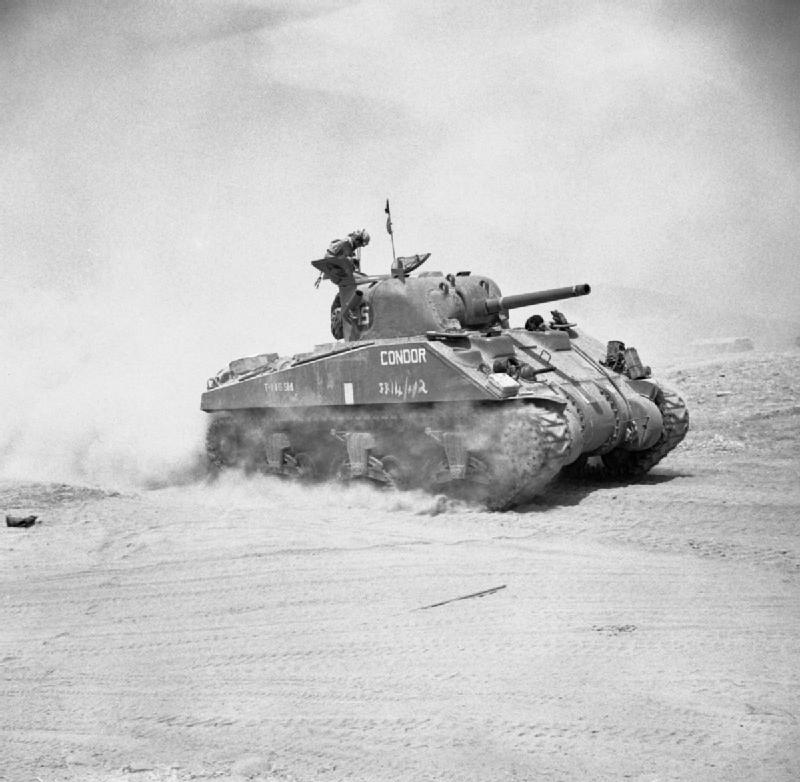
Un char Sherman Britannique près de Catane, le 4 août 1943

Le plan du général Alexander était d'établir d'abord ses forces sur une ligne entre Licata à l'ouest et Catane à l'est avant de se lancer dans des opérations d'invasion du reste de l'île. La clé était de capturer des ports et des aérodromes pour faciliter la constitution de ses forces. La tâche de la huitième armée britannique du général Montgomery était donc de capturer le port de Pachino sur le Cap Passero et celui de Syracuse avant de se diriger vers le nord pour prendre les ports d'Augusta et de Catane. Leurs objectifs comprenaient également les terrains d'atterrissage autour de Gerbini, dans la plaine de Catane. Les objectifs de la Septième armée US du Lieutenant-général Patton comprenait la capture du port de Licata et des aérodromes de Ponte Olivo, Biscari et Comiso pour empêcher les réserves ennemies de se déplacer vers l'est contre le flanc gauche de la Huitième Armée.
Selon les plans de l'Axe, le Kampfgruppe Schmalz du Generalleutnant Wilhelm Schmalz, en collaboration avec la 54e division d'infanterie Napoli (Major-General Giulio Cesare Gotti- Porcinari), devait contre-attaquer le débarquement allié sur la côte d'Augusta-Syracuse. Le 10 juillet, le colonel Schmalz n'avait pu contacter la division italienne et s'était dirigé seul vers Syracuse. À l'insu de Schmalz, un bataillon de 18 chars Renault R35 (commandé par le lieutenant-colonel Massimo D'Andretta) et d'infanterie de soutien de la division Napoli, a percé les positions avancées détenues par le 2e Bataillon, Wiltshire Regiment, une partie de la 13e Brigade du Major-General Horatio Berney-Ficklin de la British 5th Division, et n'ont été arrêtés que par des tirs antichars et d'artillerie dans les banlieues Priolo et Florida de Syracuse,.
Les Américains, doivent réagir à une sérieuse contre-offensive allemande de la puissante division blindée Hermann Goering contre leur tête de pont de Gela.
Le 11 juillet : Conrath, sur ordre de Kesselring et de concert avec la Division Livorno (général Chirieleison) plus à l'ouest, réitéra sa tentative de la veille avec trois colonnes de ses panzers à partir de l'aérodrome de Ponte Olivo, Niscemi et Biscari, soutenue par l'aviation. Les Américains réussirent à tenir et le colonel Gavin, chef des paras, prit même à revers la contre-attaque de la colonne de Biscari sur le pont Dirillo. Conrath, à la tête de la colonne de Niscemi, atteignit la route côtière mais fut littéralement cueilli par les canons et chars qui venaient tout juste d'être débarqués pour la première fois sur la plage par les DUKW. La Division Livorno se fait tailler en pièces devant les Rangers du capitaine Lyle par les artilleries navale et de campagne. Seul véritable coup dur : un lâcher de paras sur Gela est décimé dans un barrage d'artillerie établi par la flotte alliée. La VIIIe Armée tient son front de Palazzolo, pris par la 23e Brigade blindée, à la mer en passant par Giarratana et Modica dans le secteur canadien. Dans le secteur du 13e Corps, la 5e Division ne s'arrêta pas à Syracuse et prit la route d'Augusta ; des éléments avancés du groupe Schmalz les stoppèrent à Priolo. La division Napoli avait par contre été rejetée par les Anglais à l'ouest de Syracuse.
Les Britanniques progressent rapidement le long de la côte, vers Catane en direction de Messine. Les 90 000 Allemands qui occupent la partie ouest de l'île, menacés d'encerclement, se replient méthodiquement vers le carrefour stratégique routier d'Enna. Leur tactique consiste à établir une série de points d'appui de retardement afin d'évacuer vers la péninsule italienne le maximum de leurs hommes et de leur matériel, avant que le piège ne se referme sur eux. Montgomery lance les 1re et 2e Brigades canadiennes vers le centre de l'île dans une opération coup-de-poing pour les prendre de vitesse et leur couper la route.
Le 12 juillet : les Canadiens et les Américains se rejoignent à Raguse. Les Américains ont partout atteint la ligne jaune et l'ont même dépassée à Canicatti. La 45e division a débordé Comiso pour occuper Biscari et Chiaramonte Gulfi. Les panzers allemands tentent un dernier baroud sur Piano Lupo avant de se retirer sur Catane. Montgomery décide de faire avancer la VIIIe armée selon deux axes : le 15e Corps près de la côte sur Catane et le 30e Corps sur Caltagirone, Leonforte et Enna par la route 124. Lesse dut donc retenir les Canadiens à Giaratana et donna pour objectif Vizzini, Grammichele et Caltagirone pour la 51e division et la 231e brigade.
Le terrain très accidenté de la Sicile que les Allemands savent parfaitement utiliser oblige, au prix d'efforts inouïs et de lourdes pertes, à s'emparer de villes et de villages escarpés puissamment fortifiés. Les ponts sont détruits, les routes minées, truffées de pièges, maintenues sous le feu des mitrailleuses, des mortiers et des canons allemands. Dans ces conditions, les unités mécanisées voient leurs moyens d'intervention fortement réduits et l'infanterie canadienne doit livrer l'assaut à travers ravins, rochers et montagnes. Les Canadiens progressent grâce à une succession de coups de main que les Allemands qualifient d'« Indianer Krieg », une guerre à l'indienne, dans laquelle l'infanterie canadienne se révèle particulièrement efficace.
Le 13 juillet : entrée de la 5e division britannique dans Augusta malgré les combats retardateurs du Kampfgruppe Schmalz. Plus à l'ouest, la 50e division atteint Lentini. Mais dans la nuit, ce même groupe (renforcé par deux bataillons de la 1re Division de Parachutistes stationnée à Avignon) reprit une partie d'Augusta. Il se retira ensuite au sud de Lentini pour rallier de nouveaux renforts parachutistes.
Comme on pouvait s'y attendre, Américains et Britanniques se rencontrent au sud de Vizzini : Alexander décide de donner la route aux Anglais, malgré la fureur d'Omar Bradley. Avançant de Palazzolo vers Vizzini, la 23e Brigade blindée britannique dut affronter les restes des divisions Hermann-Göring et Napoli.
Le 14 juillet : prise de Vizzini et Francofonte par la 51e division britannique. Comme les blindés de la 23e brigade et les Highlanders de la 51e division ont souffert, Leese ordonne aux Canadiens de quitter Giarratana et Raguse et de dépasser les unités épuisées pour activer l'arrivée vers Enna. Pendant ce temps, les Américains pivotent vers l'ouest sur une ligne Palma di Montechiaro-Canicatti-Caltanissetta : les 1re et 41e divisions, à gauche, attaquent les hauteurs entre Caltanissetta et Enna. Patton constitue pour la conquête de l'ouest de l'île un « corps provisoire » (82e airborne et 3e division) commandé par le général Keyes.
À la VIIIe armée, offensive contre les positions de Schmalz dans le secteur de Lentini. Dans la nuit, un commando et une brigade parachutiste s'emparèrent de deux ponts sur le Malati, près de Lentini, et sur le Simeto, à Primosole : mais cette dernière opération échoua de nouveau à cause d'une erreur de la DCA alliée et des batteries côtières ennemies. Néanmoins, une brigade de la 50e DI dite brigade Durham releva ce qui restait des paras sur les hauteurs en face de Primosole. Schmalz se retire du Malati sur la Gornalunga.
le 15 juillet : Schmalz est décidé à tenir sa ligne sur le Simeto avec ses parachutistes. Arrivée des Canadiens devant Grammichele, d'où ils doivent déloger l'arrière-garde de la division Hermann-Göring, et Piazza Armerina (2e Brigade), défendue par un bataillon de la 15e Panzergrenadier.
Le 16 juillet : un assaut de la brigade Durham parvient à établir une tête de pont avec le pont sur le Simeto. Un bataillon de Rangers prend Porto Empedocle et la 3e division s'empare d'Agrigente sans opposition. Alexander laisse alors « Georgie tenter le coup » d'un assaut rapide de la 2e DB sur Palerme. De son côté, les 1re et 45e DIUS reprirent leur marche : la 1re DI affronta le groupe "Ens" de la 15e Panzergrenadier qui se repliait vers Enna. Du côté canadien, on occupe Caltagirone.
Le 17 juillet : les paras allemands se retirent du Simeto.
Le 18 juillet : assaut vers le nord (Catane) de la 50e DI britannique, qui se heurte à la défense combinée du groupe Schmalz, des parachutistes et de la division Hermann-Göring. la 45e DIUS entre dans Caltanissetta et coupe la route 121 qui relie Palerme à Enna. Chute de Valguarnera, défendue encore par des Panzergrenadiere devant la 2e Brigade canadienne. La division canadienne put dépasser Enna et se diriger vers Leonforte et Agira. Les 1re et 2e Brigades avancent vers leur objectif commun, la ville d'Agira.
19 juillet : nouvel échec d'un assaut de la 5e DI britannique qui, après de durs combats sur la Gornalunga, réussit à établir une tête de pont mais ne peut progresser. Conscient de la supériorité allemande dans ce secteur côtier et des contreforts de l'Etna, Montgomery, pour éviter de coûteux assauts, décide alors un « crochet à gauche » : contourner l'Etna pour déboucher sur les arrières des Allemands. Pour cela, il fit venir d'Afrique une division fraîche, la 78e DI et ordonna aux Canadiens de prendre Leonforte puis de se porter vers Adrano par Agira et Regalbuto. Il transfère la 51e division sur la gauche du 13e Corps afin d'attaquer Gerbini et Paterno. La 231e Brigade comble la brèche entre les Canadiens et la 51e Division : dès le 19, elle prend Raddusa, traverse le Dittaino, arrive tout près d'Agira en attendant le secours des Canadiens plus à l'ouest. Ces derniers quittent Valguarnera pour remonter sur Catane par la route montagneuse 121 : la 2e Brigade marcha sur Leonforte tandis que la 1re Brigade se dirige vers Assoro, sur l'autre versant de la chaîne montagneuse.
Le Corps provisoire se met en route vers Palerme.
Le 20 juillet : prise d'Enna par le 2e Corps US.

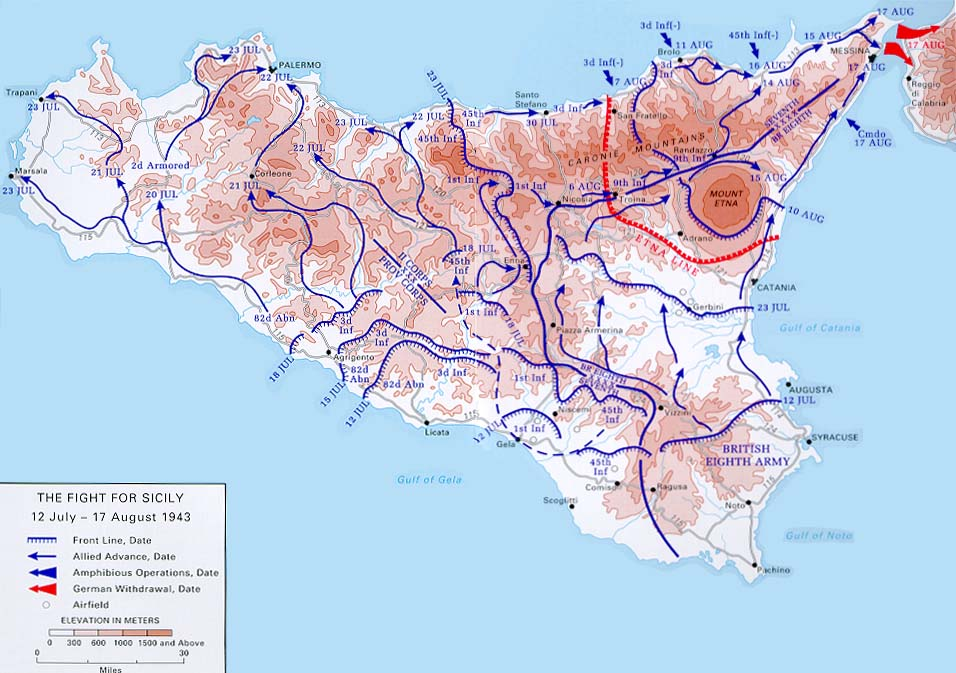
Carte des mouvements alliés en Sicile

Le 21 juillet : les Highlanders, qui avaient conquis l'aérodrome de Gerbini, en sont délogés par une contre-attaque allemande. L'ennemi reçoit des renforts : éléments de la 1re Division de Parachutistes qui n'étaient pas encore arrivés, 29e Panzergrenadier.
Le 22 juillet : chute d'Assoro. Les hommes du Hasting and Prince Edward Regiment durent escalader la falaise pour parvenir à déloger l'ennemi de ce village escarpé. Tout près, la 2e Brigade canadienne s'empare de Leonforte. Entrée dans Palerme du Corps provisoire.
Le 23 juillet : le Corps provisoire occupe Trapani et Marsala. Le 2e Corps US atteint la mer à Termini Imerese. Patton lance alors le 2e Corps, renforcé des 3e et 9e DIUS (cette dernière tout juste débarquée) sur Messine par deux routes : la corniche à flanc de falaise que l'on appelait route côtière et la route 120 Petralia-Randazzo.
Le 24 juillet, le Royal Regiment of Canada et le régiment de chars de Trois-Rivières se lancent à l'assaut du village escarpé de Nissoria qui défend l'entrée d'Agira. Ils sont durement repoussés et ce n'est qu'à la suite d'un barrage d'artillerie intense que les positions allemandes sont neutralisées par l'infanterie des régiments Princess Patricia, Seaforth Highlanders et Edmonton.
Le 26 juillet, les Canadiens s'attaquent à Agira en compagnie de la 231e Brigade. Cette dernière prolongea vers l'est mais est arrêtée à 1 500 mètres avant Regalbuto. Ils entrent dans la ville le 28 septembre, après trois jours de violents combats au cours desquels ils ont dû conquérir une à une les hauteurs qui dominent la ville.
Le 28 juillet : après trois jours de siège, chute de Nicosia devant le 2e Corps US.
Le 30 juillet : Une brigade de Canadiens et la 78e DI prennent d'assaut Catenanuova, en prélude à la grande offensive de la VIIIe armée.
Le 31 juillet : San Stefano tombe également devant les Américains.
Le 1er août : Monty lance son offensive à la gauche du 30e Corps (renforcé par la 78e DI) contre l'Etna. À Troina, les Américains des 1re et 9e DI, soutenues par le 4e tabor marocain, sont aux prises avec l'ennemi.

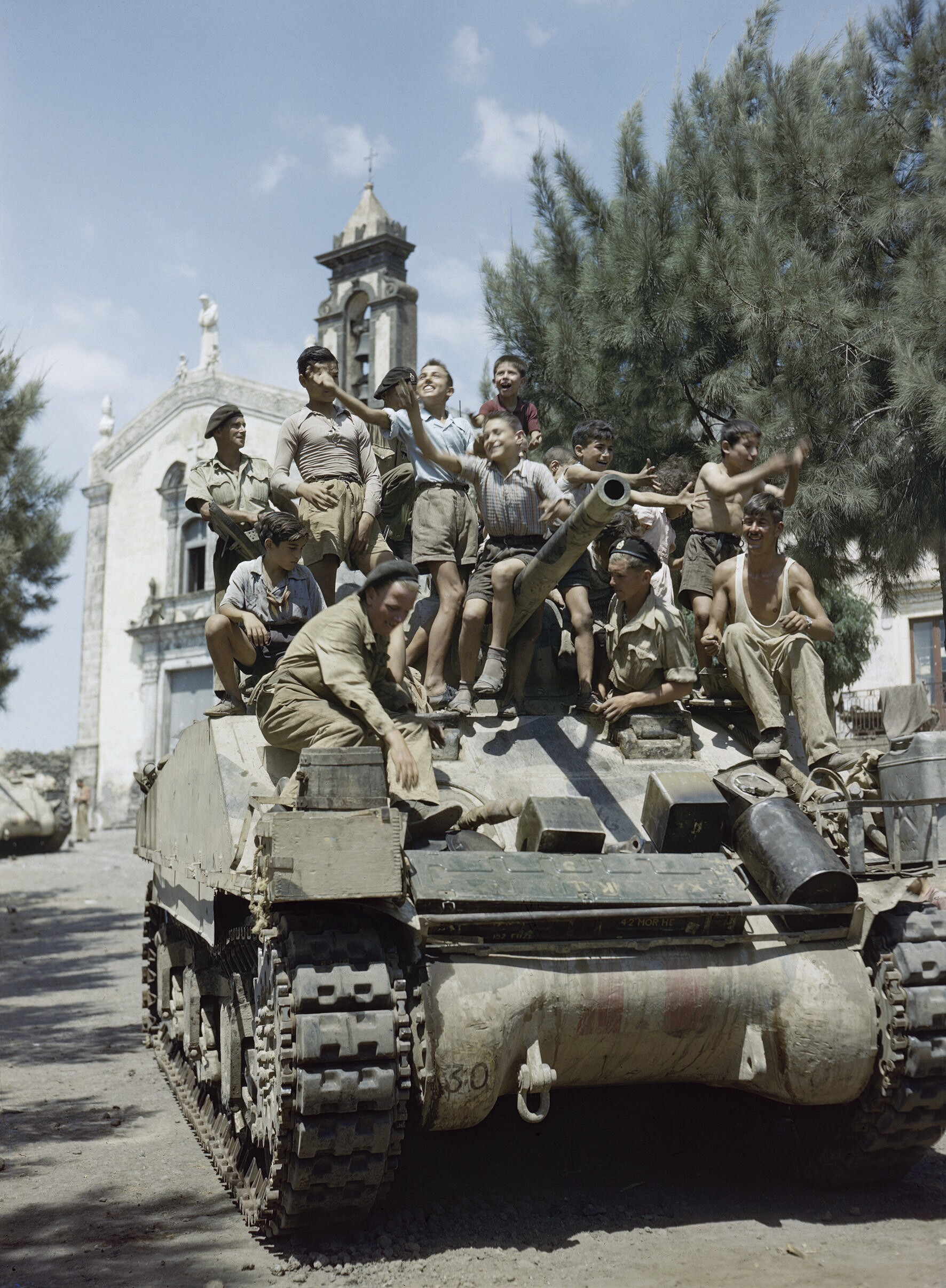
Char Sherman Mk. III britannique du " County of London Yeomanry" dans le village de Belpasso près de Catane, août 1943

Le 3 août : prise de Regalbuto par deux brigades canadiennes et de Centuripe par la troisième brigade (après deux jours de combat), venue de Catenanuova.
Le 6 août : prise de Troina par le 1er DIUS. Prise de Biancavilla par les Highlanders.
Le 7 août, le Royal 22e Régiment et les Canadiens foncent sur Adrano, au pied sud-ouest de l'Etna, et pénètrent dans ses faubourgs pour constater que les Allemands viennent d'abandonner la ville.
Le 8 août : les défenseurs allemands de la côte de San Fratello, qui descendait jusqu'à la mer à Sant'Agata di Militello, cèdent après six jours de combats de retardement devant la 3e DIUS, qui dut tourner la position en effectuant un débarquement sur l'arrière de l'ennemi. Les Anglo-Canadiens sont à Bronte.
Le 12 août : nouveau débarquement américain de contournement pour la 3e DIUS pour faire sauter le verrou du cap d'Orlando.
Le 13 août : évacuation de Randazzo par les Allemands car leur flanc est menacé par la 78e DIUS qui progresse toujours le long du versant ouest de l'Etna. Les Allemands se replient en bon ordre de part et d'autre du volcan.
Le 14 août : les Highlanders sont à Linguaglossa.
15 août : prise de Catane par la 50e DI et de Paterno par la 5e DI.
Après quatre semaines de combats impitoyables, toujours à la pointe du combat, les Canadiens sont mis en réserve afin de préparer leur débarquement dans la péninsule italienne. Ils n'entrent donc pas en vainqueurs dans Messine, qu'Américains et Britanniques prennent le 16 août. 200 000 Italiens ont été faits prisonniers, mais le gros des troupes allemandes a réussi à passer en Italie et a échappé au piège. En effet, du 10 au 17 août, plus de 100 000 soldats italo-allemands, de nombreux véhicules et des milliers de tonnes de matériel de guerre furent évacués de Sicile vers la Calabre lors de l'opération Lehrgang.
Outre les combats, les soldats doivent affronter la chaleur intense, les insectes (phlébotomes) et les maladies (dengue, brucellose, diarrhées, maladies vénériennes...). La malaria fait 10 000 morts parmi la 7e armée, un peu moins de 12 000 dans la 8e.

## Bilan de la campagne

### Le rôle de la météo
À l’instar du débarquement en Normandie, la météo aura joué un rôle majeur : bien que toutes les troupes stationnées en Sicile aient reçu un message d'alerte, les Italiens présents sur les côtes n'ont pas voulu croire qu'un débarquement aurait lieu par un temps aussi mauvais.

### Le rôle de la Mafia
La mafia sicilienne joue un rôle non négligeable : elle aurait été acquise aux Américains par les bons offices du parrain Lucky Luciano en échange, dit-on, d'un allègement de sa détention. Ses services auraient inclus des contacts avec le parrain Calogero Vizzini. Le Sicilien Michele Pantaleone, qui était présent à Villalba le jour où Vizzini aurait été approché par les Américains, est l'un des témoins les plus importants de cette version, cependant mise en doute par de nombreux historiens. Grâce à ces « alliés », des renseignements précieux furent obtenus et même des coups de force ponctuels contre des points stratégiques.

### Un succès incomplet sur le plan stratégique
La campagne de Sicile n'est qu'un demi-succès. Certes, le commandement allié a réussi à occuper totalement l'île. Mais les Allemands ont réussi à mener de bons combats d'arrière-garde et à évacuer en bon ordre leurs troupes. Alors que le plan initial prévoyait l'arrivée rapide de la VIIIe armée sur Messine pour contrer cette évacuation et isoler les Allemands dans le nord-ouest, ce furent les Américains débarqués plus à l'ouest qui précédèrent les Britanniques. Le soutien de l'artillerie navale a été précieux pour les troupes débarquées et les Alliés ont réussi une opération amphibie de grande ampleur. Par contre, les largages de parachutistes ont subi plusieurs fois le feu des canons de l'artillerie alliée, à cause d'un manque de coordination. Si l'on excepte les Divisions Napoli et Livorno, les Italiens n'ont pas beaucoup résisté.
Les Italiens évacuent 62 182 hommes, 41 canons et 227 véhicules, les Allemands quelque 52 000 soldats (dont 4 444 blessés), 14 105 véhicules, 47 chars, 94 canons, 1 100 tonnes de munitions et environ 20 700 tonnes de matériel et de provisions.

### Bilan des pertes
La septième armée américaine a perdu 8 781 hommes (2 237 tués ou disparus, 5 946 blessés et 598 capturés), tandis que la huitième armée britannique a subi 11 843 pertes (2 062 tués ou disparus, 7 137 blessés et 2 644 capturés). La marine américaine a perdu 546 tués ou disparus et 484 blessés et la Royal Navy a perdu 314 tués ou disparus, 411 blessés et quatre capturés. L'USAAF fait état de 28 tués, 88 disparus et 41 blessés. Les Forces canadiennes ont subi 2 310 pertes, dont 562 tués, 1 664 blessés et 84 capturés.
Les forces allemandes ont perdu 4 325 hommes tués, 4 583 disparus, 5 532 capturés et 13 500 blessés, soit un total de 27 940 victimes. Selon la branche historique de l'armée italienne, les pertes militaires italiennes étaient de 4 678 tués, 36 072 disparus, 32 500 blessés et 116 681 capturés. Une grande partie des disparus ont été présumés avoir été tués et enterrés sur le champ de bataille ou dans des lieux inconnus, tandis qu'une autre partie comprenait vraisemblablement des soldats recrutés localement qui ont déserté et sont retournés chez eux. En 2007, Samuel Mitcham et Friedrich von Stauffenberg ont estimé le nombre total de victimes italiennes à 147 000. Une étude canadienne antérieure sur l'invasion alliée estimait le nombre total d'Italiens et d'Allemands faits prisonniers en Sicile à environ 100 000.

### La question des crimes de guerre alliés
Immédiatement après le débarquement en Sicile, des meurtres de civils par les troupes américaines ont été signalés. Il s'agit notamment du massacre de Vittoria, où 12 Italiens sont morts (dont Giuseppe Mangano, podestat d'Acate, et son fils de dix-sept ans Valerio, qui a été tué d'un coup de baïonnette au visage), à Piano Stella, Agrigente, où un groupe de paysans a été assassiné et le massacre de Canicattì, au cours duquel au moins huit civils, dont une fillette de onze ans, ont été tués,.
Après la prise de l'aérodrome de Biscari le 14 juillet, des soldats américains de la 180e équipe de combat régimentaire de la 45e division ont assassiné 74 prisonniers de guerre italiens et deux allemands lors de deux massacres à l'aérodrome de Biscari le 14 juillet 1943. Le sergent Horace T. West et le capitaine John T. Compton ont été accusés de crime de guerre. West a été reconnu coupable et condamné à la prison à vie et déchu de son grade, mais a été remis en service actif en novembre 1944 en tant que soldat et honorablement libéré à la fin de son service. Compton a été accusé d'avoir tué 40 prisonniers sous sa responsabilité mais a été acquitté et transféré dans un autre régiment, où il est mort en novembre 1943 dans les combats en Italie.
Diverses sources, dont la Special Investigation Branch ainsi que des témoignages de journalistes belges, ont déclaré que le viol et le harcèlement sexuel par les troupes britanniques se produisaient fréquemment après l'invasion de la Sicile en 1943. Selon Mitcham et von Stauffenberg, le Loyal Edmonton Regiment a également assassiné des prisonniers de guerre allemands lors de l'invasion de la Sicile.

## Dans la culture
- Le débarquement en Sicile est évoqué au début du jeu vidéo Mafia II (2010) ;
- Il est la toile de fond du film Bienvenue en Sicile de Pierfrancesco Diliberto (2016).
- Il est aussi présent au début de la campagne du jeu vidéo Company of Heroes 3 (2023).

### Autorité
- Notices d'autorité :   - LCCN
  - Israël
  - Tchéquie
- Notices dans des dictionnaires ou encyclopédies généralistes :   - Britannica
  - Gran Enciclopèdia Catalana